# Baked Alaska
Baked Alaska også kaldet Norsk omelet, eller blot Indbagt is, er en dessert, der består af is (typisk vanille- eller nougatis) på en lagkagebund med marengsovertræk. Retten sættes kortvarigt i ovnen, hvorved æggemassen bliver varm og sprød, hvorimod isen fortsat er kold. 
Retten findes i flere varianter. Fysikeren Nicholas Kurti udviklede i 1969 en "reverse Baked Alaska" ved brug af mikrobølgeovn, hvorved retten er varm indeni og kold udenpå. 
Navnet 'Baked Alaska' blev givet retten på Delmonico's Restaurant af chefkokken Charles Ranhofer i 1876 i anledning af en fejring af USA's nylige erhvervelse af området Alaska fra Rusland. Navnet 'Baked Alaska' og 'Norsk omelet' (eller omelette à la norvégienne som retten kaldes i Frankrig) henviser til de lave temperaturer i Alaska og Norge.
Den 1. februar er 'Baked Alaska Day' i USA.